# Monumento a la Independencia (Quito)
El Monumento a la Independencia, conocido también como Monumento a los Héroes del 10 de agosto de 1809, es una columna conmemorativa ubicada en la ciudad de Quito D.M. que se encuentra emplazada en el centro de la Plaza Grande, siendo su elemento más importante y el que da su nombre a la plaza. Se levanta a la memoria de los patriotas quiteños que iniciaron las luchas por la independencia en el Ecuador. Fue inaugurado en 1906 para recordar el llamado Primer grito de independencia hispanoamericana por el entonces presidente, general Eloy Alfaro Delgado. Constituye uno de los íconos más importantes del centro histórico de la ciudad y del país; además de un importante sitio de concentración política por encontrarse frente al Palacio de Carondelet, sede del gobierno ecuatoriano.

## Historia
La historia de este monumento se remonta a los hechos ocurridos en la ciudad el 10 de agosto de 1809.

### Antecedentes

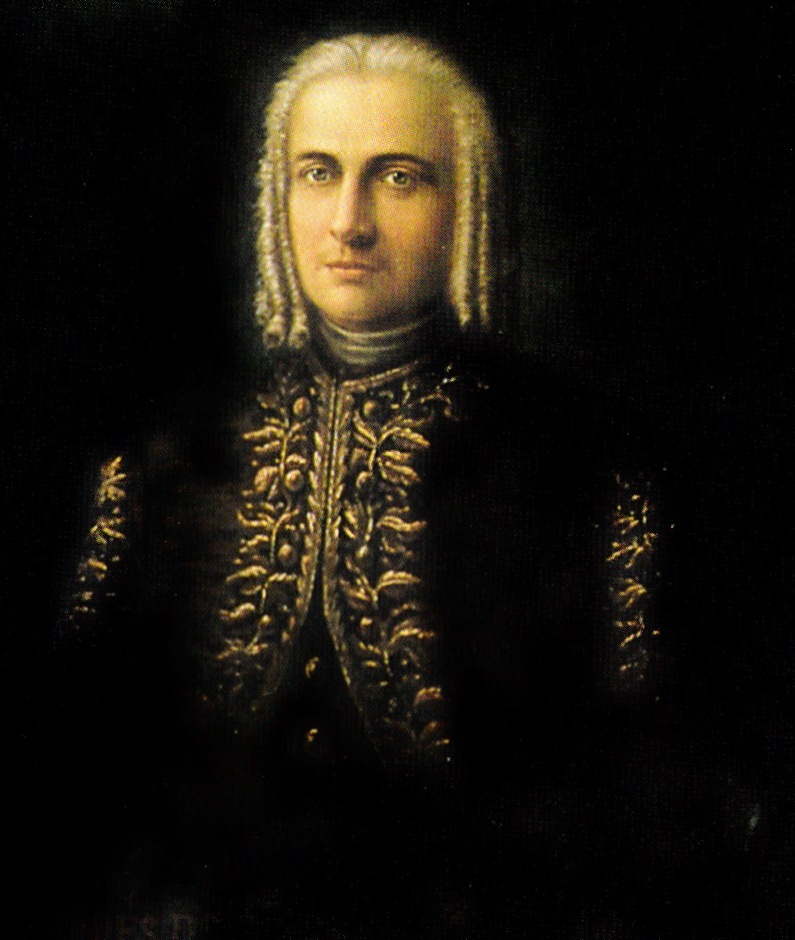
Juan Pio Montufar, Presidente de la Junta de Gobierno Autónoma de Quito, en 1809.

Quito declara desobediencia al poder español instaurado en Latinoamérica creando su propia junta de gobierno autónoma. Este hecho se produjo el 10 de agosto de 1809, fecha en la que varios hombres de la clase más pudiente se tomaron el Palacio Real y depusieron al conde Ruíz de Castilla de sus funciones como Presidente de la Real Audiencia de Quito. Acto seguido fue convocada una Junta de Gobierno con cabeza en Juan Pío Montúfar, marqués de Selva Alegre, y conformada por varios diputados representando a varios sectores de la ciudad.
Se dice que los patriotas escogieron esa fecha por el asalto del 10 de agosto de 1792 al Palacio de las Tullerías por parte del pueblo de París en el marco de la Revolución francesa, en la que muchos de ellos se inspiraban. Muchos otros aspectos posteriores, como la designación de los diputados y las ideas republicanas que se consolidaron en Quito hasta 1812 muestran claramente el afán de emular a los revolucionarios franceses.
Las autoridades coloniales cercanas a Quito, desde el primer momento, consideraron que la Junta Soberana era una sublevación independentista y se apresuraron a reprimirla a sangre y fuego. A ningún funcionario español de la época convencieron las declaraciones de fidelidad al rey Fernando VII. Al mismo tiempo, solo las ciudades más cercanas, como Ibarra, Ambato y Riobamba, se sumaron al movimiento quiteño, mientras que Guayaquil se mantuvo leal al rey y sus autoridades pidieron al virrey del Perú el bloqueo de la costa ecuatoriana para asfixiar a Quito. Desde Bogotá y Lima, los virreyes españoles despacharon con suma urgencia tropas para sofocar a la Junta Soberana.
Finalmente, aislada y bloqueada, el 24 de octubre de 1809 la Junta devolvió el mando al conde Ruiz de Castilla, negociando con él que no se tomarían represalias y permitiendo el ingreso a la ciudad sin resistir de las tropas coloniales de Lima y Bogotá. En total, los españoles tenían una fuerza militar de 3500 hombres sitiando Quito, por lo que Ruiz de Castilla simplemente disolvió la Junta, y restableció solemnemente la Real Audiencia de Quito, faltando a su palabra de manera escandalosa. Luego persiguió y encarceló a los cabecillas de la revolución del 10 de agosto, obligando a los otros miembros a huir y esconderse. Con la ciudad ocupada por el ejército colonial de Arredondo, Ruiz de Castilla ordenó a la Audiencia el inicio de procesos penales contra todos los patriotas, que fueron detenidos en su mayoría, al menos aquellos que no tenían títulos nobiliarios.
El 2 de agosto de 1810, se produjo un motín popular, conocido como Motín del 2 de agosto de 1810 con la intención de liberar a los presos. Historiadores como Pedro Fermín Cevallos creen que tras el motín estuvieron Morales y Salinas, que tramaron su liberación para evitar el protagonismo de la familia Montúfar, puesto que Carlos Montúfar estaba camino de Quito en calidad de comisionado regio. Otros, como Quiroga, desconocieron del intento, por lo que sus hijas que lo visitaban se vieron envueltas en la refriega.
Los quiteños atacaron dos cuarteles: el Real de Lima, en la actual calle Espejo y el de Santa Fe, en la calle de las 7 cruces (actual García Moreno), y una casa conocida como el Presidio, donde estaban detenidos los presos del pueblo. Los soldados respondieron asesinando a los presos en los calabozos del piso alto, y luego salieron a la calle de las 7 cruces a enfrentarse con la turba. Durante la tarde, se produjeron choques en los barrios de San Blas, San Sebastián y San Roque, mientras los soldados saqueaban las casas más ricas del centro. Entre 200 y 300 muertos y por los menos medio millón de pesos en pérdidas dejó la criminal represalia ordenada por Ruiz de Castilla y Arredondo.

### Primeros planes

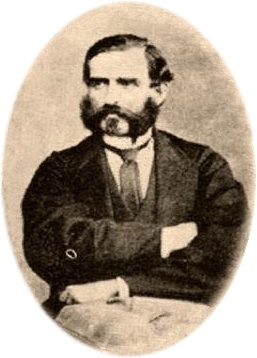
Luis Cordero Crespo, durante cuya presidencia se materializó el inicio del proyecto que levantaría el Monumento a la Independencia.

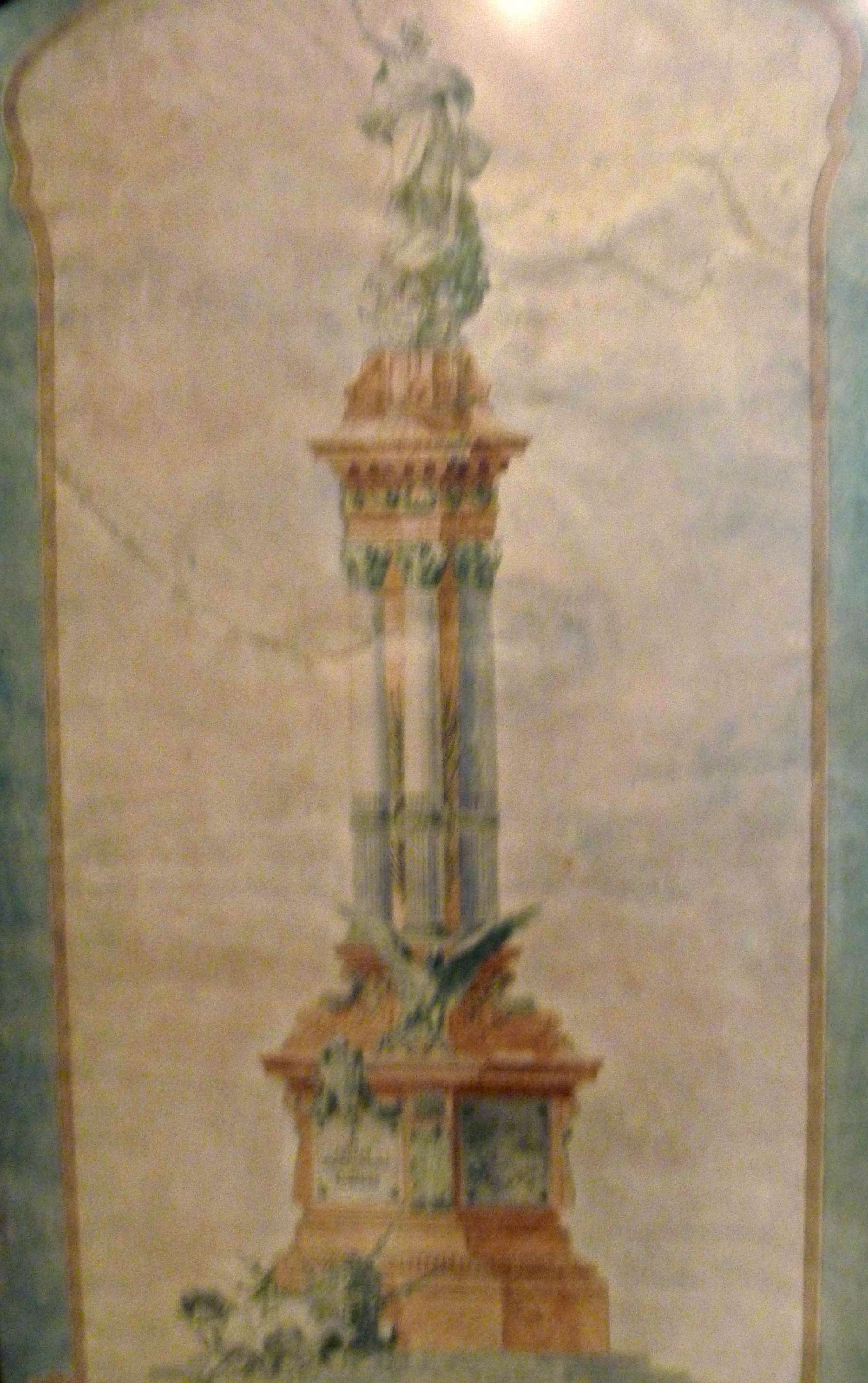
Boceto en acuarela del proyecto, por Lorenzo Durini (1905).

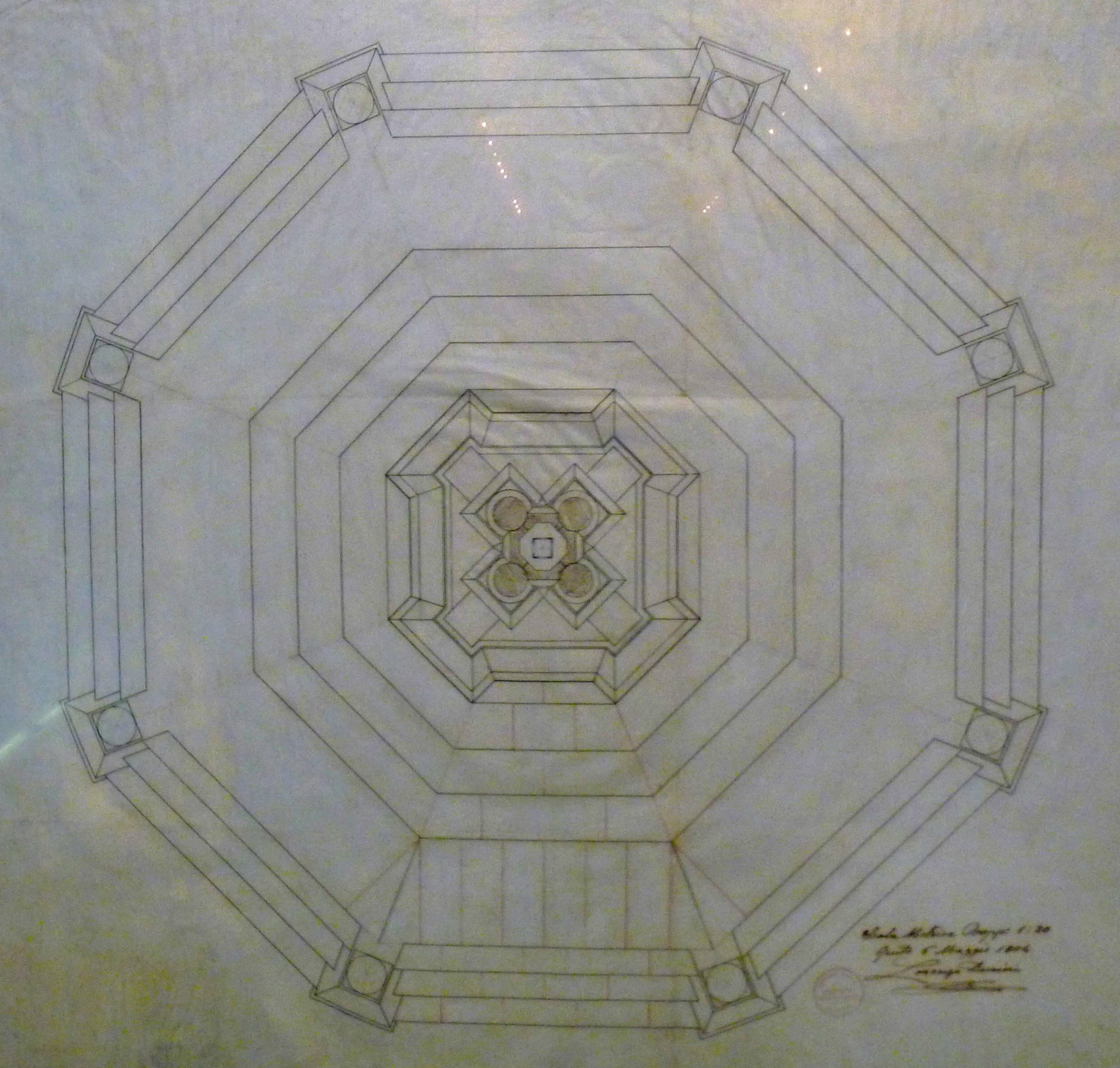
Boceto de la planta del monumento, por Lorenzo Durini (1905).

En el año 1888, ya en la época republicana de Ecuador, inicia el plan de levantar un monumento conmemorativo a la revolución del 10 de agosto y posterior asesinato de los próceres quiteños. Es el doctor José María Plácido Caamaño, entonces Presidente de la República, quien emite el decreto que autorizaba su diseño y ejecución. El monumento se emplazaría en el centro de la plaza Grande de la ciudad, frente al Palacio de Carondelet, donde hasta ese momento se encontraba una alegoría del Descubrimiento de América, con la reina Isabel la Católica sosteniendo un ancla de barco en su mano izquierda y una cruz en la derecha.
En abril de 1894, el presidente Luis Cordero Crespo encarga el diseño de la obra al artista italiano Juan Bautista Minghetti, que había llegado a Ecuador con las misiones salesianas. Pero tras la guerra civil y la llegada al poder del grupo político de los liberales, en 1895 se determina la salida del país de los salesianos y se detiene el desarrollo del proyecto de Minguetti.

### Diseño definitivo y ejecución
En 1898, y por iniciativa del presidente liberal Eloy Alfaro, se retoma el proyecto de un monumento conmemorativo a los próceres de la independencia. Se decide que los gastos de la obra correrán a cargo del pueblo ecuatoriano y se crea un fondo especial del 1% sobre las rentas de todas las municipalidades durante un quinquenio. El 10 de agosto del mismo año se colocaría la primera piedra de la base sobre la que más tarde se erigiría la escultura.
Tras cinco años, y ya habiéndose acumulado un fondo importante, el llamado Comité 10 de Agosto que se había formado para encargarse de concretar la construcción del monumento, resolvió buscar en Europa a los artistas más idóneos para darle forma, pues se consideraba que para entonces en Ecuador no se podía realizar una obra escultórica de esa magnitud. Así, por medio del Cónsul de Ecuador en París se contactó a los mejores estatuarios.
Se logró interesar a quince afamados escultores, entre ellos a Frederic A. Bartholdi, el autor de la Estatua de la Libertad de Nueva York. Los quince autores presentaron bocetos y la propuesta de realizarlo en un plazo de entre un año y medio y tres años, y por un costo de entre 102 mil y 315 mil francos. Sin embargo, otra propuesta que se presentó en paralelo, la del quiteño Francisco Durini Cáceres, a nombre de la compañía L. Durini & Hijo, y en la que se incluía el trabajo de artistas italianos y el apego a la idea original de Minghetti, es la que convencería más y lograría el contrato que se firmó en 1904.
Un proceso de propuestas, contrapropuestas y aprobaciones empezó a desarrollarse por medio de cartas y fotografías entre Quito y varias ciudades italianas donde se encontraban varios de los artistas involucrados. Las piezas se modelaban en yeso y tras sus aprobaciones se fundían en bronce. Su transporte a Quito se hizo desde el puerto de Génova a través de la ruta de Magallanes (el Canal de Panamá todavía no existía), y tras varios trasbordos llegaron a Guayaquil y luego a Quito, con trasbordos que incluyeron el transporte en tren y a lomo de animales de carga, dentro del plazo que vencía el 20 de junio de 1906.
No obstante, el proceso de montaje en la plaza no estuvo exento de contratiempos; piezas faltantes, otras que no encajaban y otros problemas que debieron ser solventados sobre la marcha. De todas formas, en medio del estrés general y del acercamiento de la fecha de inauguración, el 10 de agosto de 1906 se embanderó el Palacio de Gobierno,  pintan las casas de la plaza y se arreglan los jardines y las calles aledañas para presentar oficialmente el monumento al pueblo ecuatoriano.

## Descripción del monumento

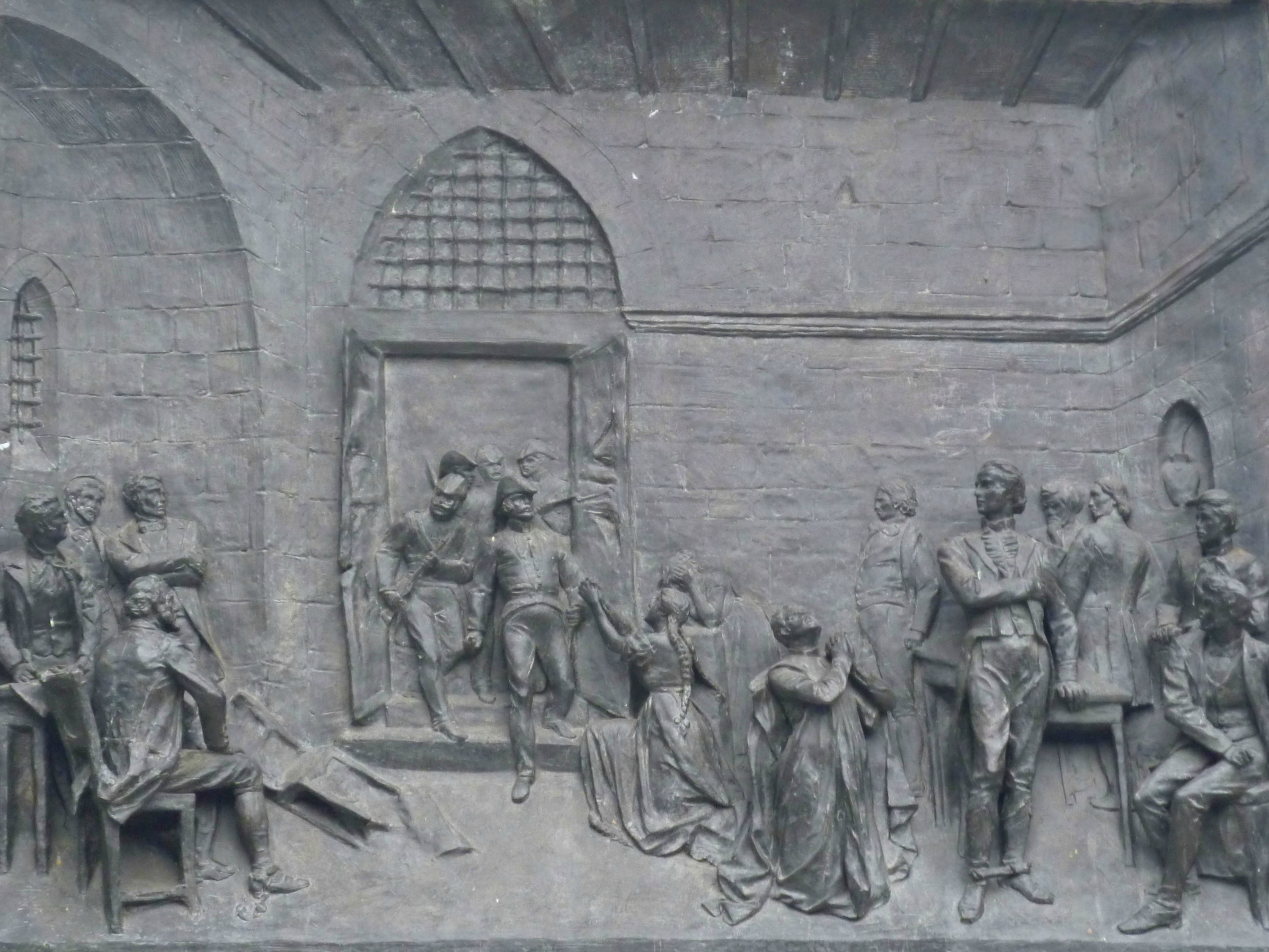
Detalle de la placa en relieve titulada "2 de agosto de 1810". Representa la masacre del 2 de agosto.

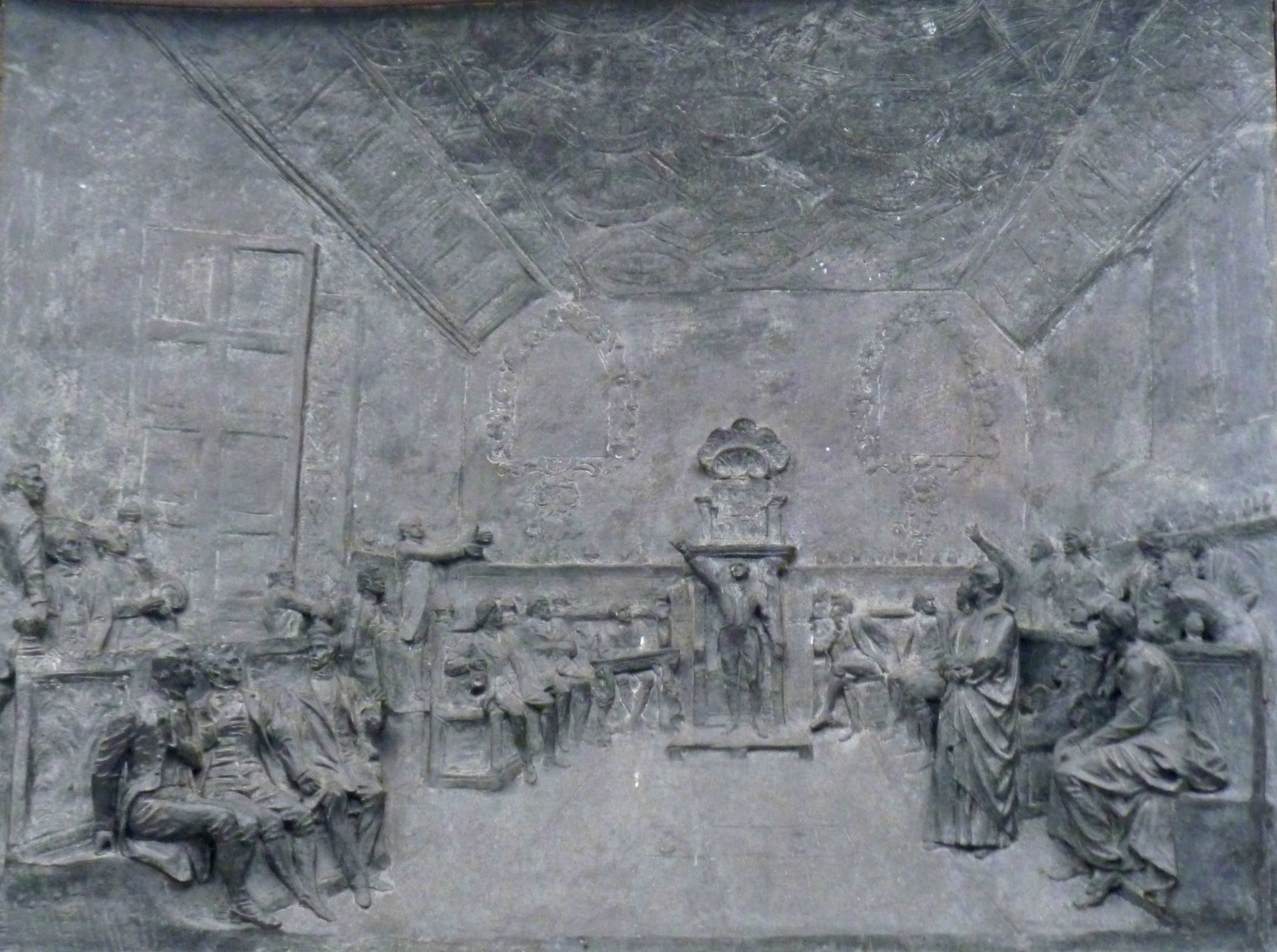
Detalle de la placa en relieve titulada "Sala Capitular". Representa la ratificación de la Primera Junta de Gobierno de Quito, el 16 de agosto de 1809 en la sala capitular del convento de San Agustín.

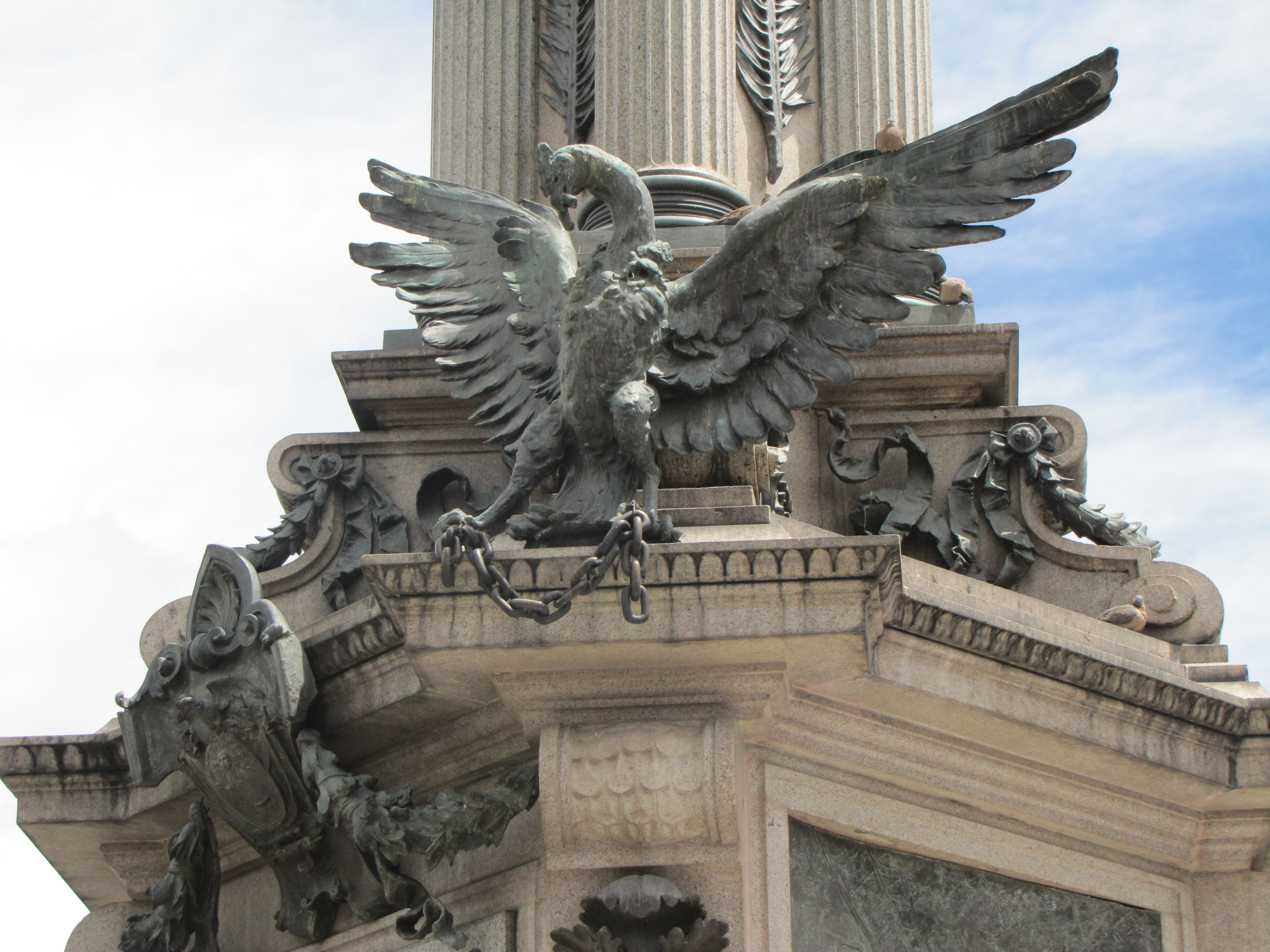
Detalle del Cóndor

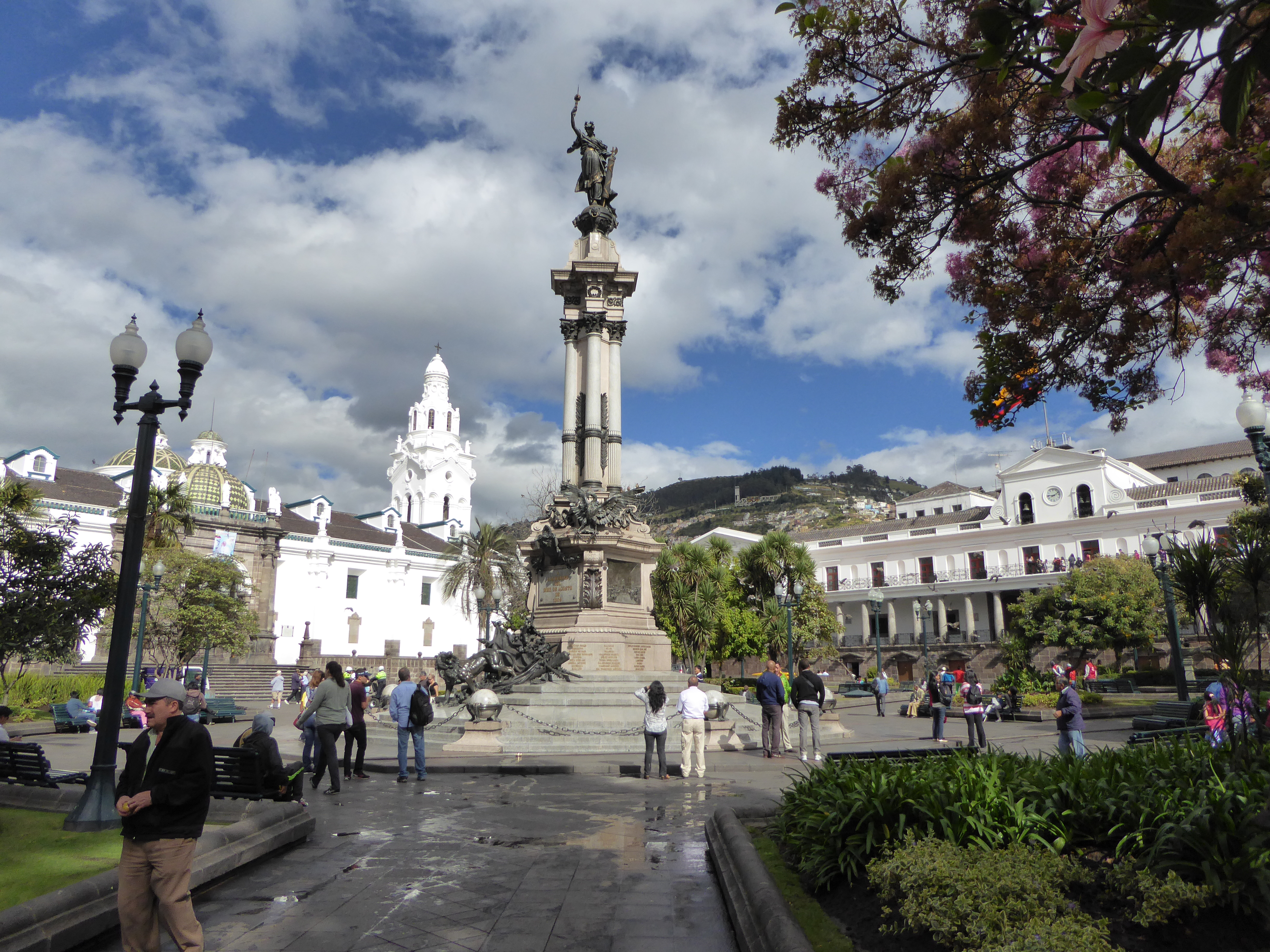
El monumento a la independencia quiteña en la actualidad.

Inspirada en las columnas honorarias de los romanos como la Columna de Trajano, es muy similar a otros monumentos modernos como la Columna de la Victoria de Berlín, o su contemporáneo Ángel de la Independencia de Ciudad de México.
La altura del monumento es de 17,40 m. y está orientado hacia el nororiente, por donde cada mañana sale el sol detrás de la milenaria colina de Itchimbía.

### Base
Está conformado por las dos plataformas base, y dos conjuntos escultóricos.

#### Plataforma
Todo el monumento está ubicado sobre una plataforma base de piedra con una forma octogonal, con 3 escalones por cada lado y rodeada por ocho esferas que representan al mundo, unidas entre sí por pesadas cadenas de hierro. Sobre esta primera plataforma se ubica otra, también octogonal y con tres escalones más. Sobre los escalones de la segunda plataforma, y con orientación hacia el nororiente, se encuentran dos esculturas conocidas como El león y Conjunto ibérico. El pedestal y la columna del monumento se levantan sobre esta segunda plataforma.

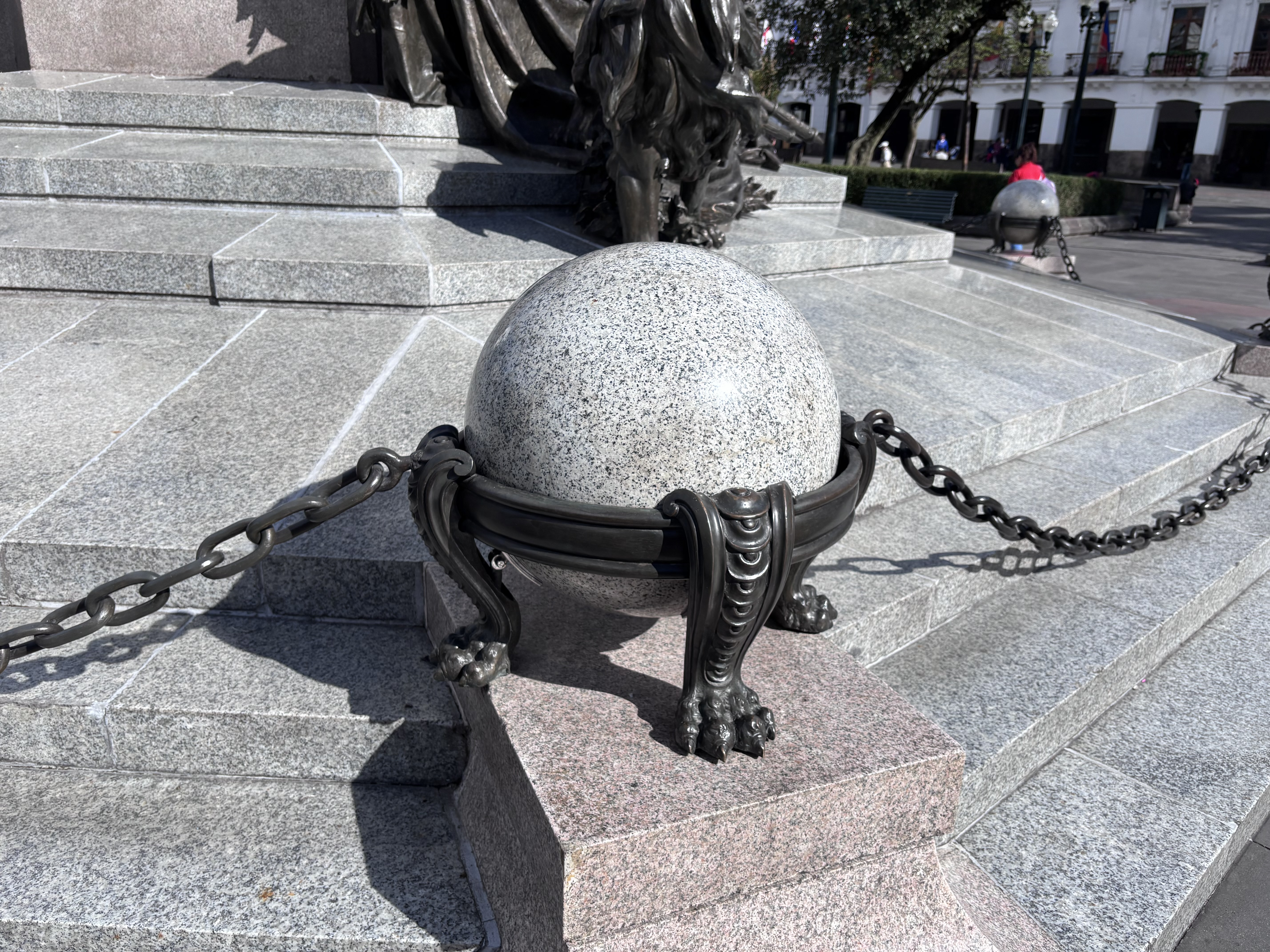
Esferas conectadas con cadenas que rodean el pedestal

#### El león
Las culturas de la antigüedad mediterránea relacionaron a este animal con el poder y la realeza. Esta escultura de un león herido representa la vencida Corona española, que se aleja para dar paso a la libertad de la nueva nación.

#### Conjunto ibérico
Está conformado por dos estandartes y un cañón, tres rifles y una cruz, que representan los valores y el poder derrotado de la Monarquía hispánica; también significa las guerras independentistas. La cruz es el signo del catolicismo impuesto por España.

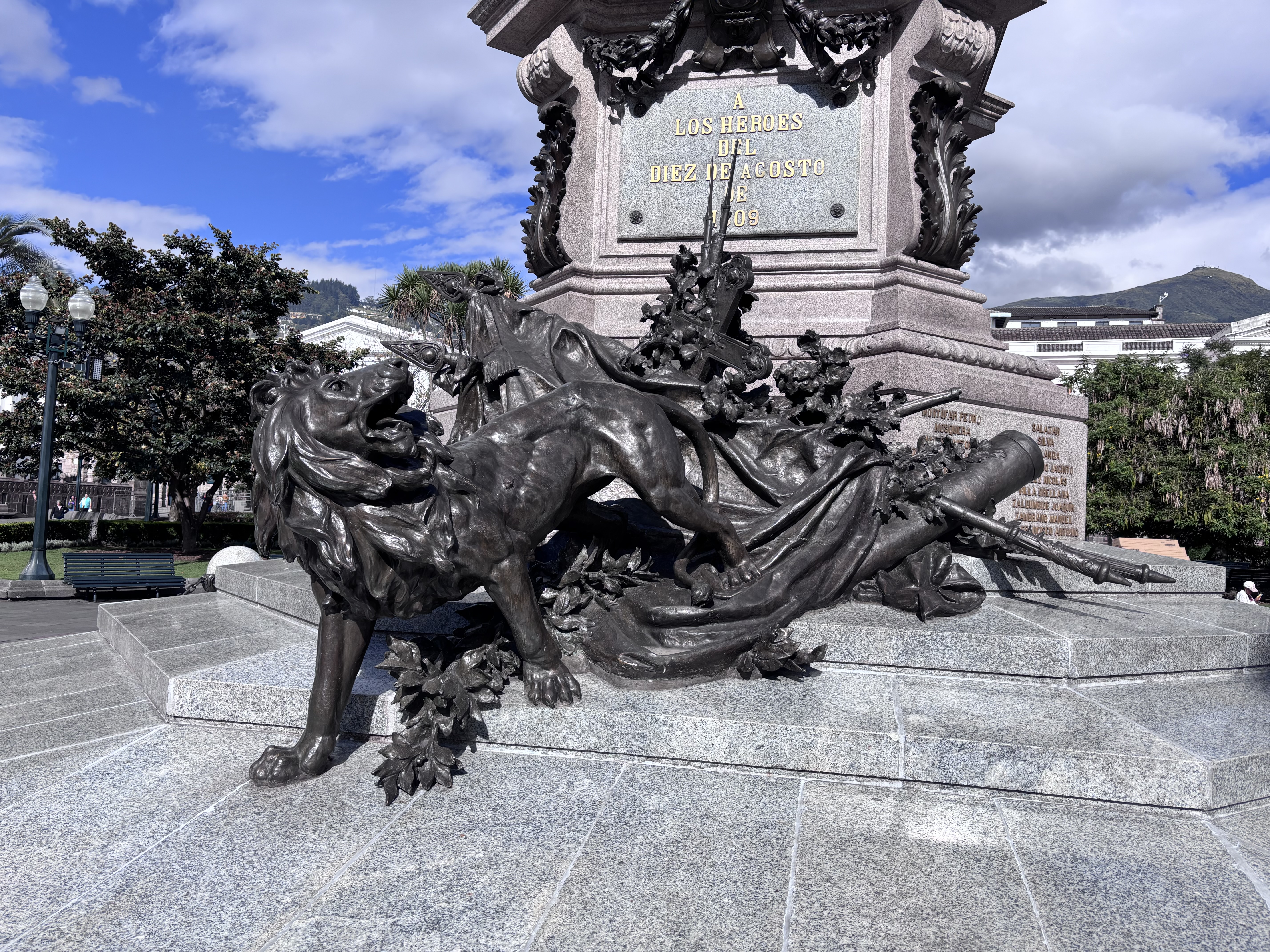
León y conjunto ibérico

### Pedestal
Hecho de piedra tallada en estilo neoclásico, el pedestal tiene cuatro lados rectos ubicados en el sentido de los puntos cardinales, mientras que en sus esquinas tienen una forma cóncava en las que se ubican cuatro placas conmemorativas, separadas entre sí por tallados de hojas de alicanto. Sobre este pedestal se ubica además la escultura de un cóndor.

#### Hojas de alicanto
La combinación de sus bellas hojas con espinas fue interpretada como símbolo de los logros importantes, alcanzados con esfuerzo y penalidades. Se ubican a los lados de cada placa.

#### Placas
En un número de cuatro, estas son:
- Principal: reza la leyenda "A los héroes del diez de agosto de 1809" en letras mayúsculas. Fue colocada el día de la inauguración del monumento, por el presidente Alfaro.
- Sala capitular: este relieve se representa la escena de la firma del acta de independencia de Quito, hecho que sucedió el 16 de agosto de 1809 en la Sala Capitular del convento de San Agustín.
- El acta: en esta placa se encuentra el texto del acta de independencia, firmada en 1809 por la Junta Soberana de Quito.
- Dos de agosto: este relieve representa la escena del asesinato de los próceres el 2 de agosto de 1810, en el Cuartel Real de Lima (en Quito) por órdenes del conde Ruíz de Castilla.

#### Cóndor
Esta es un ave propia de la región de los Andes y también el símbolo que corona el escudo de armas del país. El cóndor, que rompe las cadenas con su pico, representa a Quito que se libera de España.

### Columna
De estilo neoclásico, está conformado por cuatro columnas corintias de piedra entre las que se encuentran tallados de palmas. La columna remata en una pequeña base con forma de cruz sobre la que se encuentra la escultura de la dama de la independencia.

#### Palmas
Son otro símbolo de victoria. En la antigüedad se daba la bienvenida a los triunfadores batiendo estas grandes hojas sobre sus cabezas.

#### Hojas de acanto
La combinación de sus bellas hojas con espinas fue interpretada como símbolo de los logros importantes, alcanzados con esfuerzo y penalidades.

### Dama de la independencia
Es la escultura principal del conjunto, que remata todo el monumento y se convierte en el punto focal de la vista que se tiene desde todos los balcones y terrazas de los históricos edificios circundantes. Representa a Libertas, la diosa romana de la libertad personal. Guerrera que simboliza la idea de que la libertad se conquista con las armas.

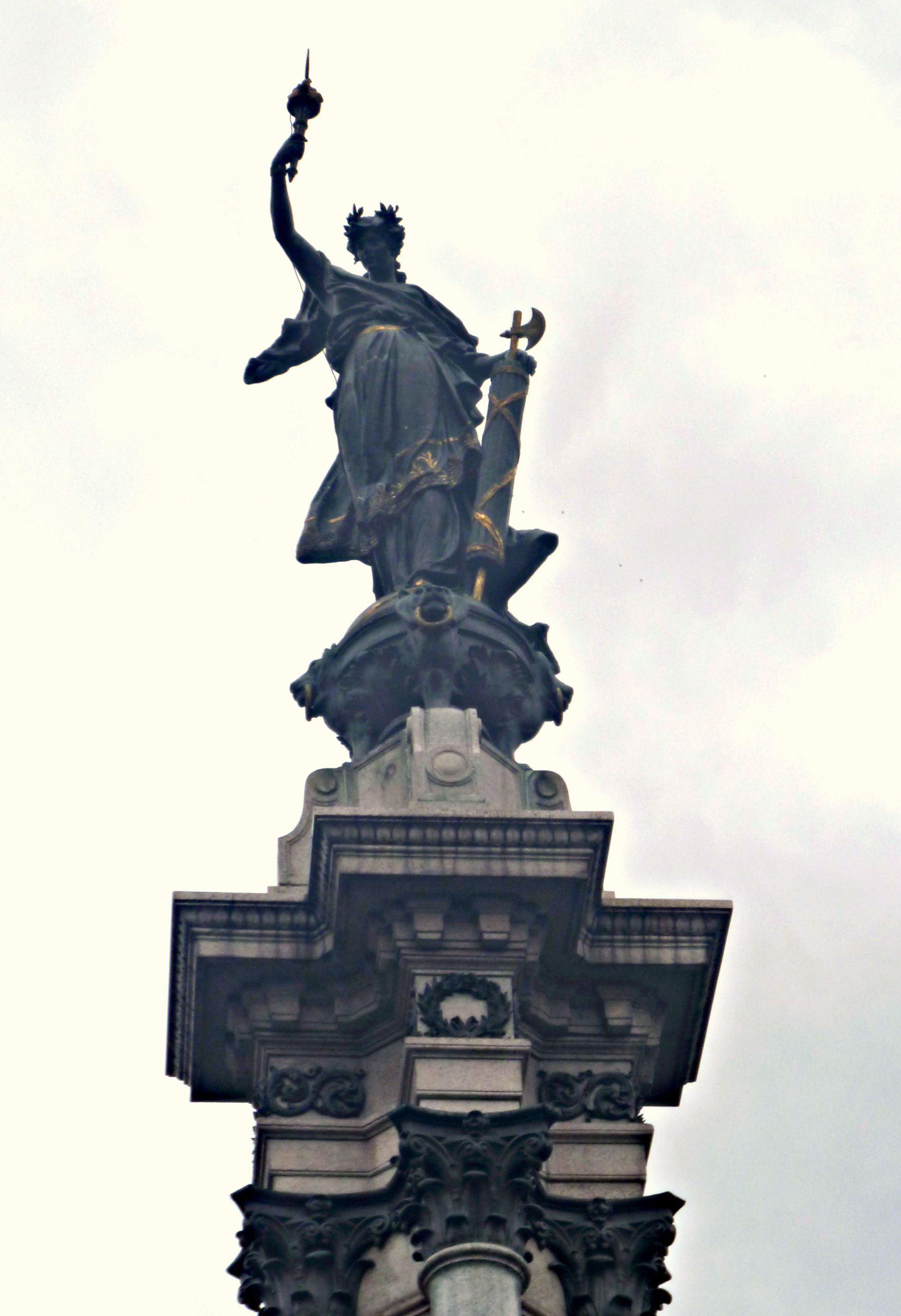
Vista frontal.
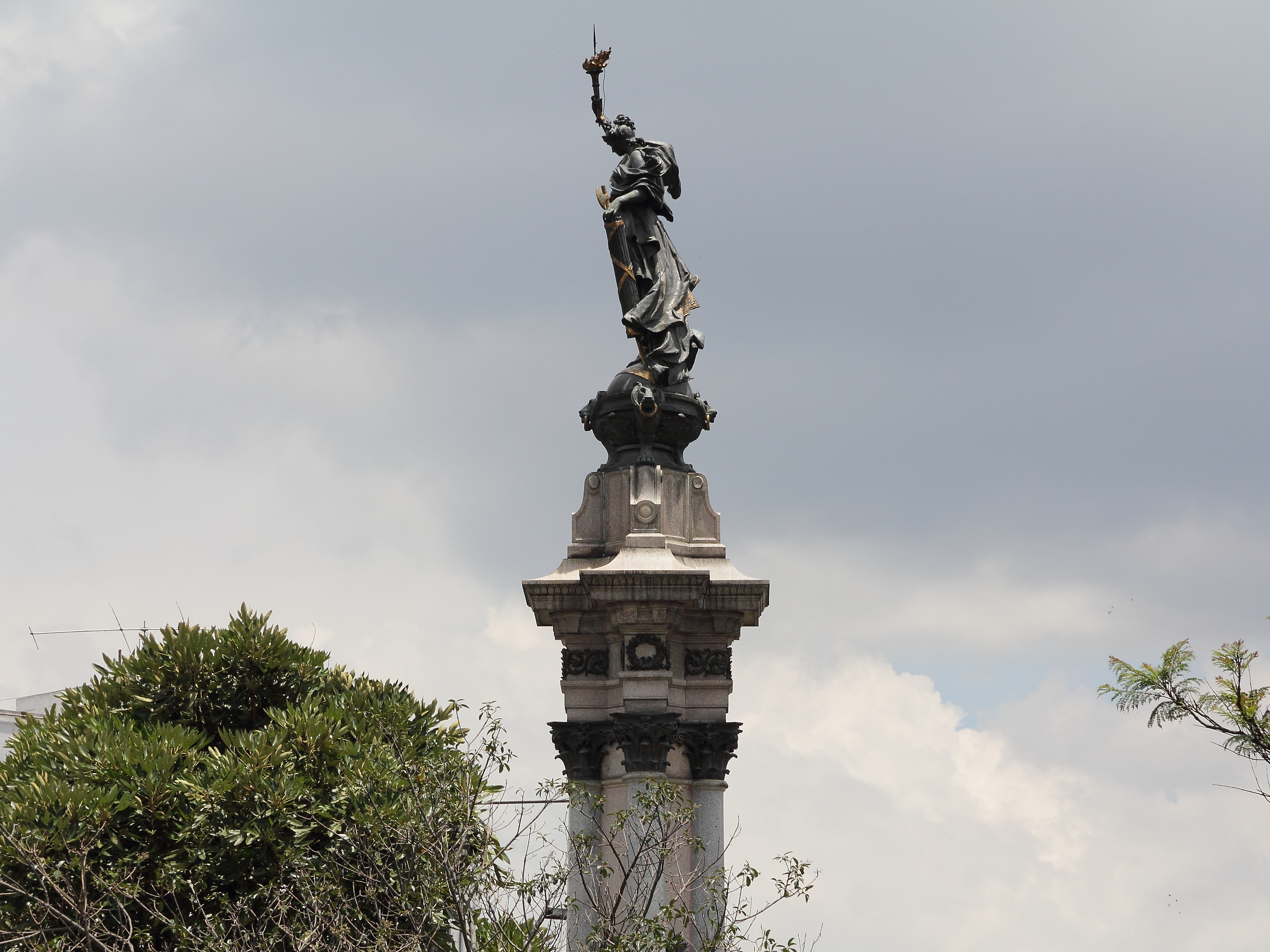
Vista lateral.
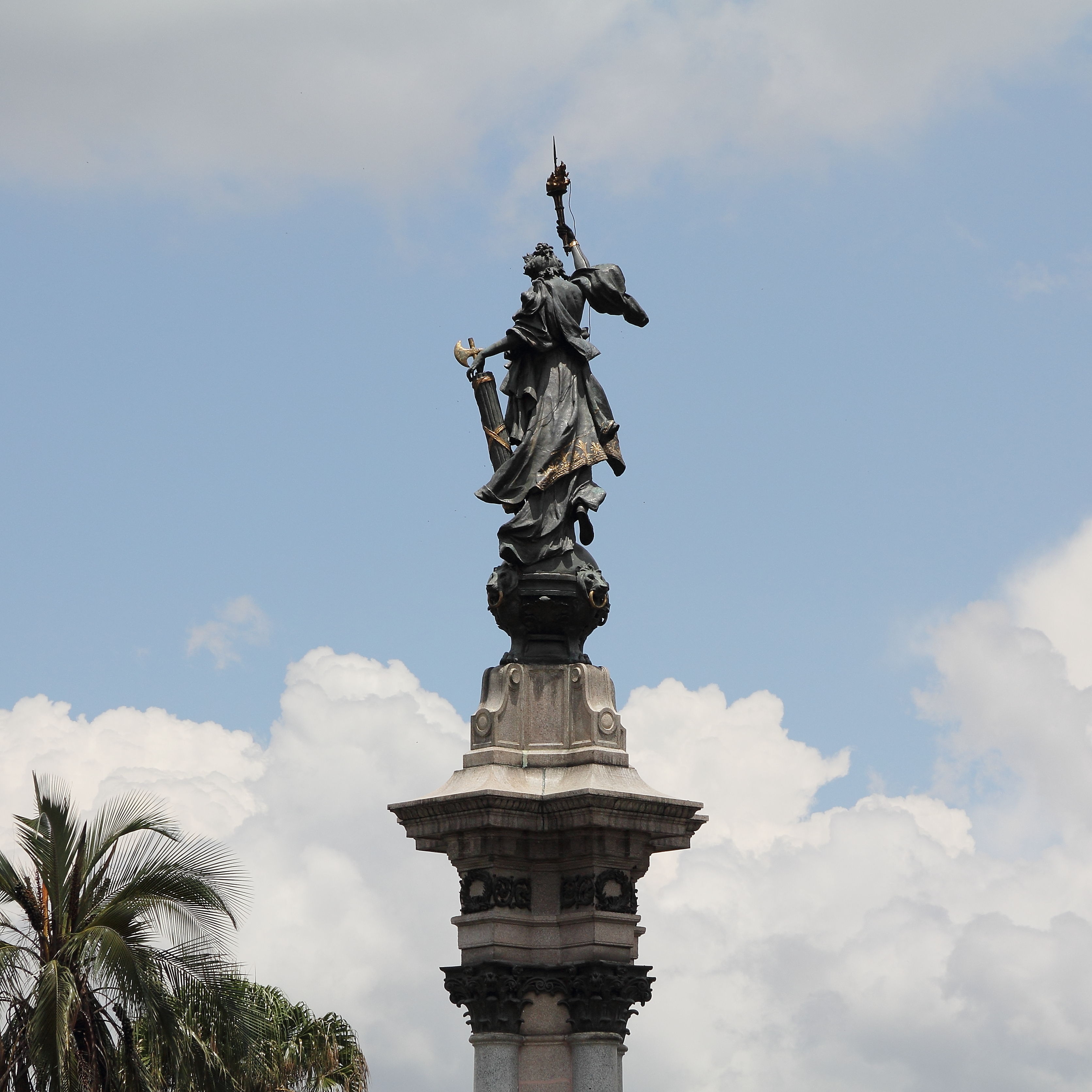
Vista posterior.

#### El Orbe
Representación heráldica del poder imperial. Es una esfera que representa al mundo, en ocasiones coronada por una cruz y a menudo rodeada por un anillo en su centro. La Dama de la independencia descansa sobre esta esfera. En este Orbe en particular se puede apreciar una línea equinoccial, que representa la ubicación del Ecuador en el centro del mundo. 

#### Las armas
Durante la época republicana fueron el símbolo para representar la fuerza en la unidad. En la Roma antigua simbolizaban la autoridad de un cónsul para castigar y ejecutar. Este haz de varas está amarrado con una correa que forma un cilindro alrededor de un hacha y es sostenido por la mano izquierda de la Dama. Se denomina en italiano fascio, que significa atado. Simboliza a la República ecuatoriana, y también aparece en el Escudo Nacional. 

#### Corona de laureles
En las antiguas Grecia y Roma una corona de laurel era entregada como recompensa a poetas, deportistas y guerreros por las victorias alcanzadas. En este conjunto se ubica sobre la cabeza de la Dama de la independencia como señal de las victorias de la patria.

#### La tea
Es la luz del conocimiento y la lógica, es decir de la razón que ilumina al mundo. Fue la imagen escogida para simbolizar el fin del oscurantismo en Ecuador. Es reconocida también como la antorcha de Quito, Luz de América, pues recuerda que en la ciudad se dio el primer grito de independencia en Ecuador y en América del Sur.

## Galería

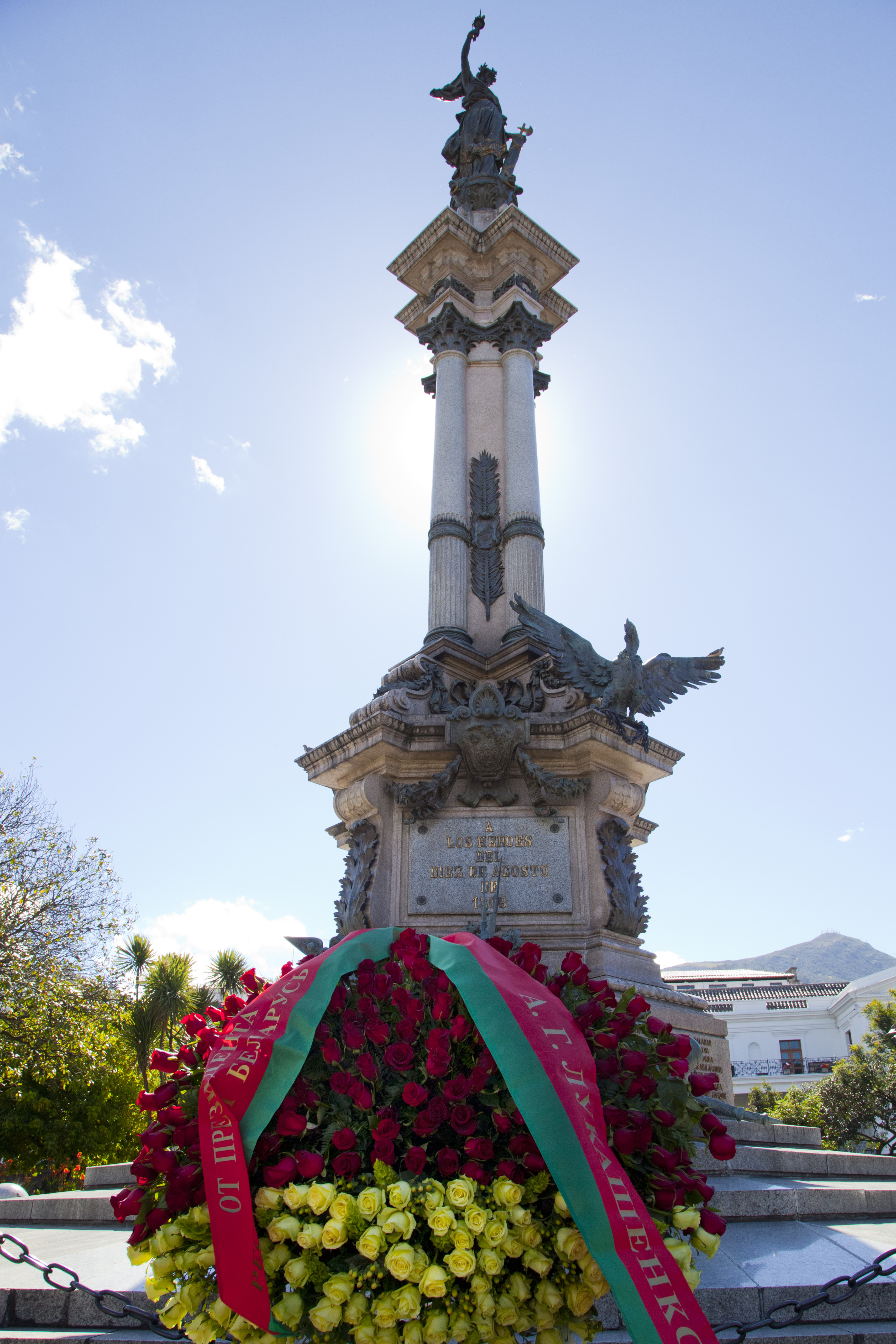
Vista frontal con ofrenda floral.
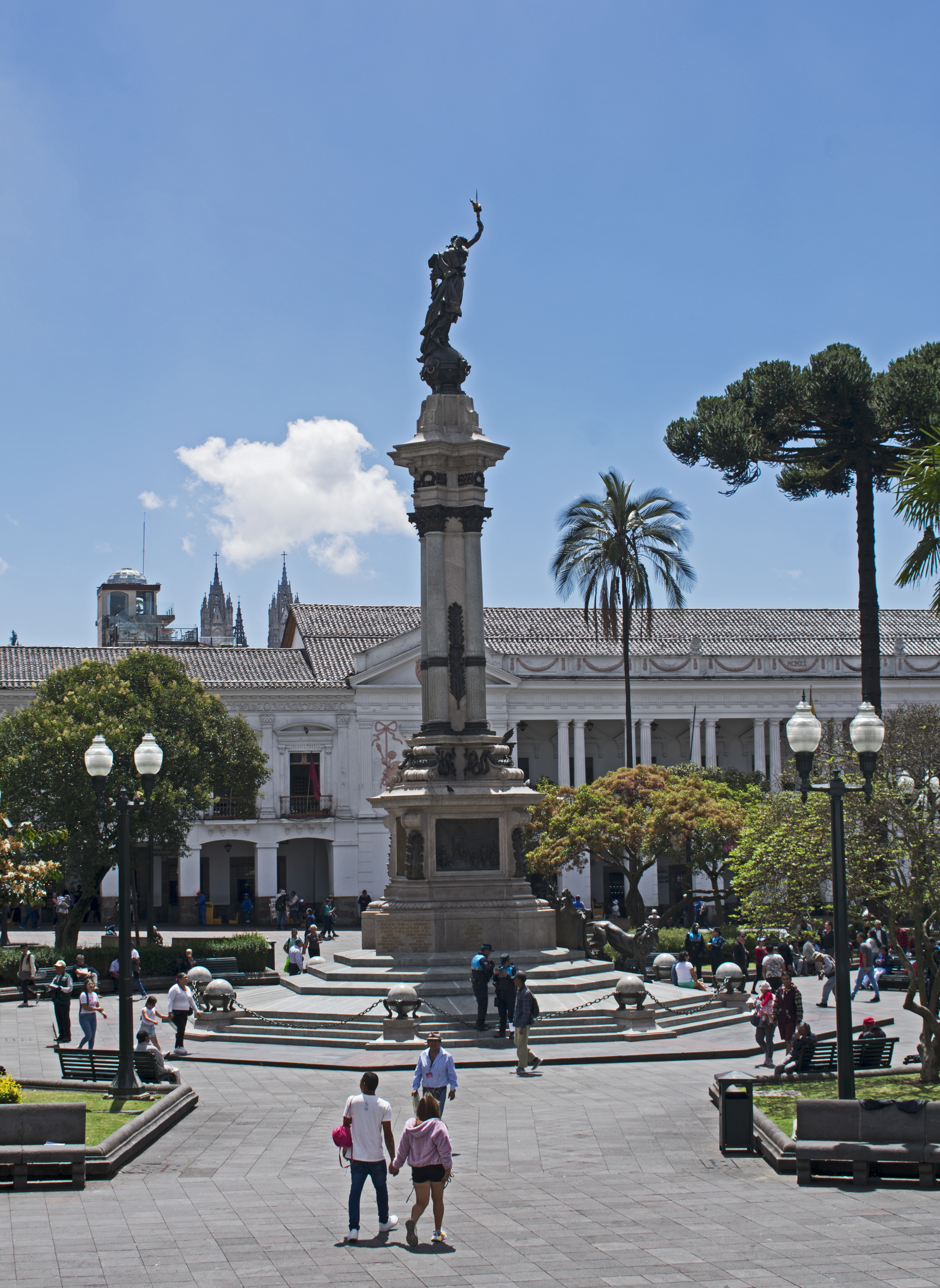
Monumento, visto desde el sur.
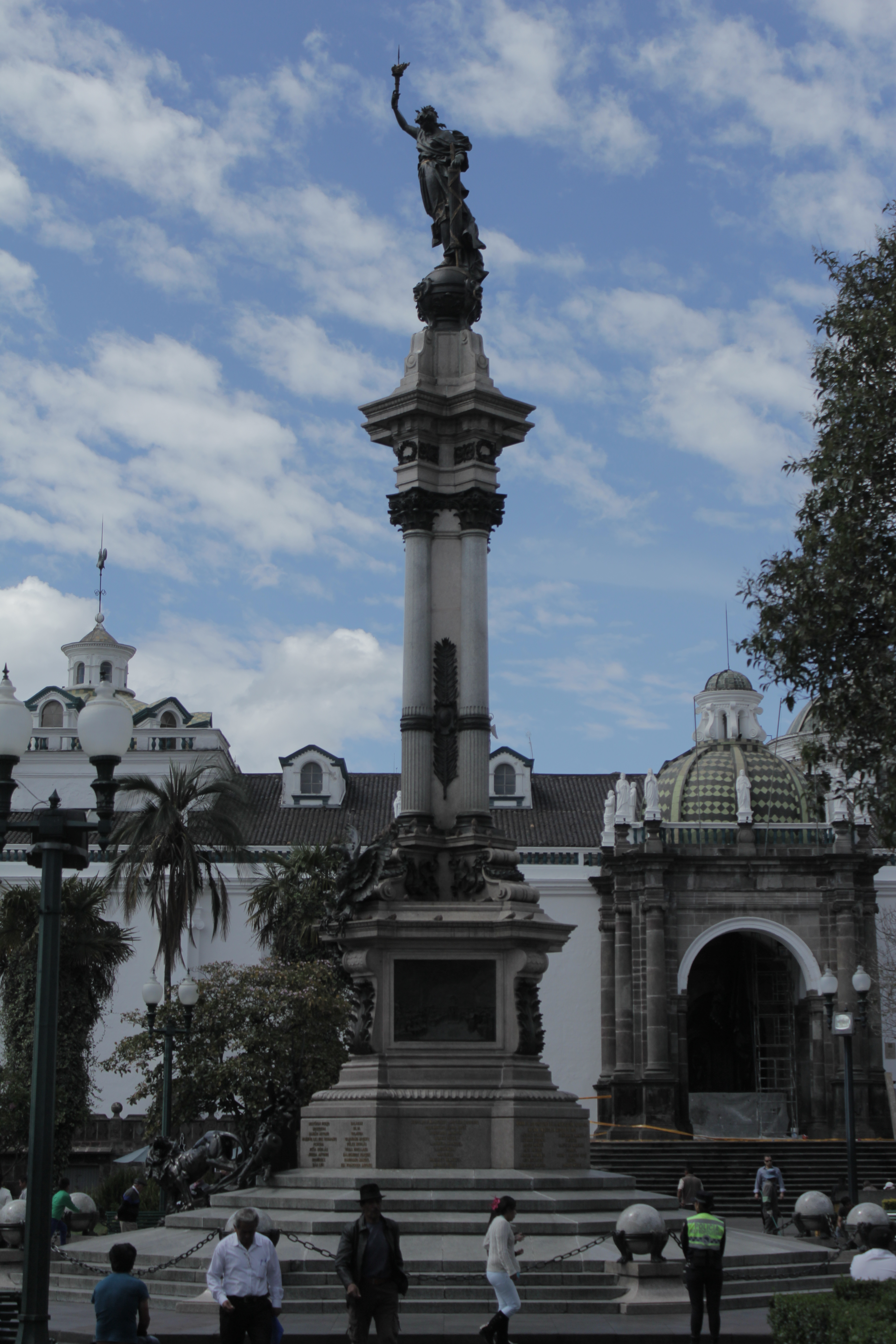
Monumento, visto desde el norte.
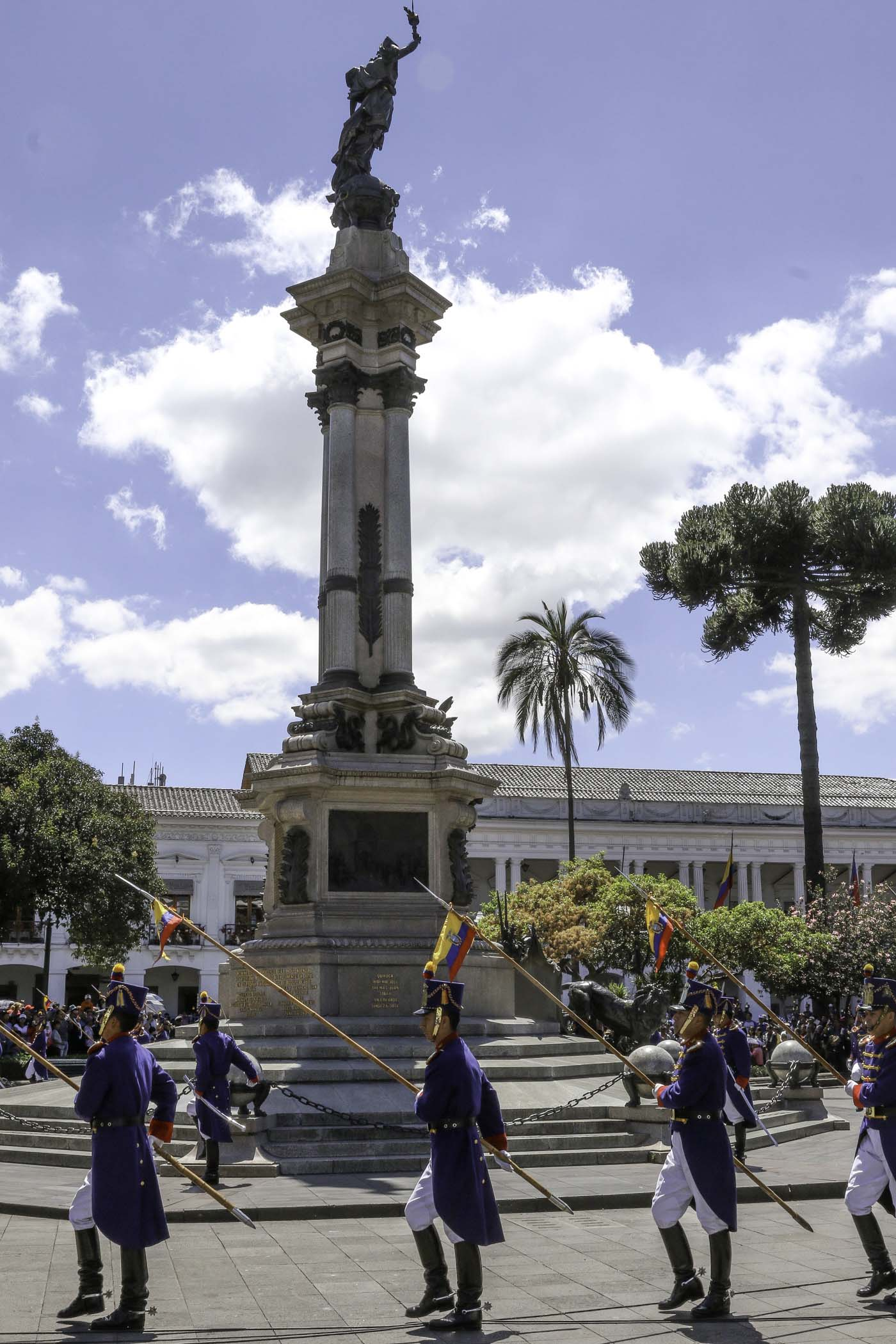
Monumento durante la ceremonia de cambio de guardia.